# 霧島市立中津川小学校
霧島市立中津川小学校（きりしましりつ なかつがわしょうがっこう）は、鹿児島県霧島市牧園町（旧・姶良郡牧園町）上中津川にある市立小学校。

## 概要
霧島市牧園町に位置する小学校である。
特認通学制度を導入しており、市内の別の校区からも通学が可能である。

## 沿革
- 1879年（明治12年） - 中津川改田口に中津川小学校創設
- 1902年（明治35年） - 校舎を中津川湯迫に移転
- 2005年（平成17年） - 国分市と姶良郡6町の新設合併に伴い、霧島市立中津川小学校と改称。